# Glasflügel 401 Kestrel
Die Glasflügel 401 „Kestrel“ ist ein Segelflugzeug, das 1968 für die Offene Klasse entwickelt wurde. Der Segelflug-Index der 17-Meter-Version beträgt 110, der der 19-Meter-Version 112.
Die Kestrel gilt als Prototyp der heutigen 18-m-Klasse. In den Jahren 1968 bis 1975 wurden 129 Exemplare gebaut. Der Name Kestrel kommt aus dem Englischen und bedeutet Turmfalke. Über die Jahre wurden viele Wettbewerbe und Rekorde mit der Kestrel geflogen. In Nicht-Fliegerkreisen bekannt wurde sie in den 1970er-Jahren durch den Alpenflieger Jochen von Kalckreuth. Im Mai 2011 flog Gordon Boettger mit einer Kestrel über 2250 km in Wellenaufwinden der Sierra Nevada in den USA.

## Technische Daten
| Kenngröße              | Daten                                                        |
| ---------------------- | ------------------------------------------------------------ |
| Konstrukteur           | Josef Prasser und Dieter Althaus                             |
| Besatzung              | 1                                                            |
| Länge                  | 6,72 m                                                       |
| Spannweite             | 17,00 m                                                      |
| Flügelfläche           | 11,58 m²                                                     |
| Flügelstreckung        | 25                                                           |
| Flügelprofil           | FX 67-K-170 (innen) FX 67-K-150 (außen)                      |
| Landehilfen            | Schempp-Hirth-Bremsklappen, Wölbklappen 40 Grad, Bremsschirm |
| Fahrwerk               | einziehbar, ungefedert                                       |
| Gleitzahl              | 43 bei 97 km/h                                               |
| Geringstes Sinken      | 0,55 m/s bei 74 km/h                                         |
| Rüstmasse              | ca. 260–300 kg, je nach Änderungsstand                       |
| max. Startmasse        | 400 kg                                                       |
| Mindestgeschwindigkeit | 65 km/h                                                      |
| Höchstgeschwindigkeit  | 250 km/h                                                     |